# Digital signage
Digital Signage (термин не имеет однозначного перевода) - это форма наружной рекламы, в которой контент и сообщения отображаются на электронных экранах с целью донесения целевого сообщения в определенное место и определенное время. Digital signage предлагает лучшее возврата инвестиций по сравнению с традиционными средствами рекламы. Элементами digital signage могут быть жидкокристаллические или плазменные панели, электронные билборды, проекционные или другие типы экранов, которые могут контролироваться компьютером или другим устройством, позволяя пользователю или группам пользователей отдаленно менять и контролировать контент (обычно через Интернет).

## Контент в Digital Signage
Контент, отображается на экранах, может варьироваться от простого текста и статических изображений в видео, со звуком или без. Некоторые операторы digital signage сетей, особенно в розничной торговле, рассматривают свои сети как сравнению к телевизионным каналам, показывая рекламу в перерывах между развлекательным и информационным контентом.
Цели использования:
1. Информация - расписание движения поездов или информация о полетах и т.д.
2. Реклама в точке продаж - промоакции в магазинах и т.д.
3. Посторонний реклама - продажа digital signage сетями ресторанов рекламного времени местным или национальным рекламодателям и т.д.
4. Комфорт клиентов - экраны в зонах ожидания ресторанов для уменьшения воспринятого времени ожидания, или показ рецептов в продуктовых магазинах и т.д.
5. Влияние на поведение клиентов - digital signage система, направляет клиентов в различные части супермаркета и т.д.

Расписание и отображения контента может контролироваться несколькими способами, начиная от простых локальных медиаплееров, могут отображать простую последовательность видеофайлов, до сложных сетей, контролирующих многие территориально разделенных дисплеев с одного места.

## Перспективы Digital Signage
Быстрое снижение цен на плазменные и жидкокристаллические панели и доступность широких Интернет-каналов привело к популярности digital signage, и экраны теперь можно увидеть в таких разнообразных местах, как магазины, вокзалы, больницы и даже заправочные станции.
Digital signage в широком смысле использовалось десятки лет назад в виде LED тикеров и LED видео стен. Хотя только недавно это стало одим из основных рекламных средств.
Главными факторами, которые сдерживали развитие, были:
1. Неопределенное возврата инвестиций - цена развертывания digital signage может быть очень высокой. Например, цена установки одного экрана в каждом заведении большой сети быстрого питания может достигать миллионов долларов. Любая инвестиция такого масштаба перед утверждением должна быть подкреплена четким планом возврата инвестиций.
2. Неподтвержденная рекламная эффективность - как Интернет в начале 90-x, digital signage еще широко не воспринимается как эффективный рекламный пространство по сравнению с традиционными средствами (ТВ, радио и т.д.).
3. Недостаток надежных технологий - большинство технологий, используемых до сих пор, предназначены для персонального использования и не в состоянии работать в режиме 24 × 7 × 365, что необходимо для профессиональных digital signage систем. Часто при нагрузке данные системы выходят из строя, вызывая споры между рекламодателем и оператором digital signage сетей.

На сегодняшний день преодолено большинство этих проблем:
1. Изучение возврата инвестиций показало, что digital signage эффективно влияет на отзыв и сохранения показанной клиенту информации, особенно учитывая тенденцию к снижению цены на жидкокристаллические, плазменные панели и устройства воспроизведения.
2. Наружная реклама набирает обороты - рекламные средства постепенно перемещаются из традиционных медиа (ТВ и радио) во внешнюю рекламу, способствует росту этого сегмента, включает в себя digital signage. Хотя, рекламные агентства все еще довольно вяло исследуют потенциал ТВ вне дома.
3. Разработка соответствующих платформ - разработаны новые технологии, с повышенной надежностью по сравнению с технологиями для персонального использования. Как профессиональные системы для телевизионной трансляции, новые технологии позволяют распространять контент по всему миру и стабильного его воспроизводить в течение длительного времени.